# 個人授業 (遊人の漫画)
『個人授業』（こじんじゅぎょう）は、遊人による日本の成人向け漫画、及びそれを原作としたアダルトアニメ作品（OVA）。  
1996年に小学館の「ヤングサンデー」に連載されており、単行本1巻が発売される。後に18禁OVA化され、徳間ジャパンから全2話が発表されている。鬼ノ仁による同題の漫画作品『個人授業』及びアダルトアニメとは別作品である。

## 登場人物
飯嶋沙羅
本作の主人公である文部省の特別心理療法士。文部省特別教育対策委員会別室二課の一員として、問題のある学校へ赴任して問題を解決することを仕事とする。アメリカ人の母と日本人の父のハーフであり、美貌もさることながら、一番の特徴と呼べるほどの爆乳を持っているが、本人は胸のことを色眼鏡で見られた経験からコンプレックスに感じている。
心理療法士としては相手に催眠術をかけることは得意だが、絶妙な調整が出来ない事から相手を暴走させてしまったり、相手の思う壺にはまり、窮地に陥ったことで田峰に助けられることが多いなど、仕事が出来る人間とはいえない未熟な面もある。
田峰
沙羅の助手。沙羅からは「田峰ちゃん」と呼ばれている。美人でグラマーな沙羅に惚れており、恋人としてお近づきになりたいと思っている助平な男だが、無能ではなく、やるときはやる男。
佐山秀明
亀山中学に在学している14歳の少年。小学生のときは学級部員でもあった。成績は良好だったが、いじめによるストレスで成績が急下降している。
斉藤有理
聖桜ヶ丘学園高等部一年の女子。援助交際をしている。
島田エリカ
沙羅の親友で同じ心理研究所の研究員でもあった。ニューヨークでカウンセラーをしていたが現在は日本に来ている。
デビット・チャン博士
沙羅の恩師
宮竹正雄
赴任2年目の教師。2-c組の担任を受け持っている。

## アダルトアニメ
1996年にVHSで発売されている。また2003年1月25日にアダルトアニメレーベルであるグリーンバニーからDVDで復刻されている。
- 個人授業 LESSON.1 YURI [1996年9月27日発売] TKVU-61304
- 個人授業 LESSON.2 ERIKA [1996年11月1日発売] TKVU-61341

スタッフ
- 原作：遊人（小学館「ヤングサンデー増刊号・大漫王」連載）
- 監督：アミノテツロー
- 企画製作：山地浩
- プロデューサー：千葉善紀、阿部倫久
- 脚本：流星
- キャラクターデザイン：高鉾誠
- アニメーション制作：ジェー・シー・スタッフ
- 製作：ジェー・シー・スタッフ、BLUE MANTIS、徳間ジャパンコミュニケーションズ
- 声の出演：森ヒロリ、峰田将、東西南北、龍宮殿琴美、後藤るり、沖瀬宗二郎